# Sepak takraw

Il campo di gioco

Il sepak takraw (in Indonesiano/malese: "kik", "tendang"; in thailandese ตะกร้อ, takraw; in lao ກະຕໍ້, ka-taw; in filippino kick, "sipa") è uno sport originario del Sud-est asiatico. È un gioco simile al footvolley; la palla è composta da intrecci di rattan.

## Storia
Le origini del gioco risalgono al XV secolo, quando i ragazzini thailandesi e malesi si divertivano a giocare con una palla in rattan, disposti in cerchio e calciando la palla tra di loro.
Il sepak takraw si sviluppa verso il concetto moderno dello stesso poco dopo il 1740 in Thailandia. Nel 1866 la Siam Sports Association mette nero su bianco le prime regole del sepak takraw agonistico. Nel 1870 la stessa associazione introduce la rete da pallavolo e promuove la prima competizione ufficiale. Solo nel 1935 il gioco con il nuovo regolamento ufficiale esce finalmente dai confini thailandesi, affermandosi in Malaysia; da quel momento il gioco ha una diffusione totale nel Sud-Est asiatico, cambiando nome in ogni nazione e cultura: "sipa" nelle Isole Filippine, "ခြင်းလုံး" (chinlone) in Birmania, "ກະຕໍ້" (kator) in Laos, "cầu mây" in Vietnam e "raga" in Indonesia.
Le competizioni internazionali moderne di sepak takraw sono gestite dall'International Sepaktakraw Federation, e ogni anno in Thailandia si gioca la King's Cup World Championships, ovvero la massima competizione della disciplina in questione.

## Specialità
Regu in lingua malese vuol dire squadra, team. Il sepak takraw può essere disputato in partite in cui si fronteggiano due regu opposti, formati da due (doppio), tre (regu) o nove (team) giocatori, più i sostituti.
- Doppio[2] (2 giocatori + 1 sostituto)
- Regu (3 giocatori + 2 sostituti per squadra)
- Team (ogni squadra è composta da squadre di tre differenti regu, pertanto 9 giocatori + 3 sostituti per squadra)

## Regolamento

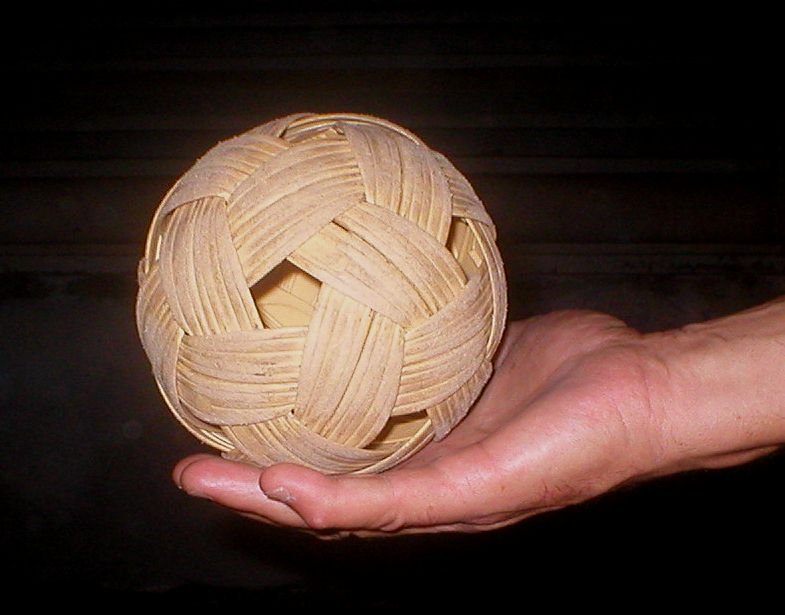
Palla per il sepak takraw, realizzata tramite intrecci di rattan

Si affrontano due squadre ("regu") di 3 giocatori ciascuna. Vince la squadra che vince due set. Si vince un set quando una squadra totalizza 21 punti con almeno due di scarto sulla squadra avversaria, l'eventuale terzo set si gioca ai 15 punti.

## Nei media
In Captain Tsubasa (Holly e Benji) i fratelli Konsawat praticavano questo sport; poi decisero di passare al calcio applicando però le tecniche imparate nel sepak takraw, e usando tale sport anche come allenamento.